# Christian Knorr von Rosenroth
Christian Knorr von Rosenroth (15 de julio de 1631– 4 u 8 de mayo de 1689) fue un hebraista nacido en Alt-Raudten, hoy Stara Rudna en Silesia.

## Biografía
Christian Knorr von Rosenroth fue el hijo de un ministro protestante de Silesia. Después de completar sus estudios en las universidades de Wittenberg y Leipzig, viajó por Holanda, Francia, y Inglaterra. A su regreso se estableció en Sulzbach y se dedicó al estudio de lenguajes orientales, especialmente hebreo, más tarde estudió la cábala, en la cual creyó encontrar pruebas de las doctrinas del Cristianismo. En su opinión el Adam kadmon de los cabalistas es Jesús, y la triada superior de los sefirot (Kéter, Jojmá, y Biná) representa la Trinidad. Entre 1677 y 1678 publicó los primeros dos volúmenes de su Kabbala Denudata, sive Doctrina Hebræorum Transcendentalis et Metaphysica atque Theologia (Sulzbach, 1677-78). En 1684 publicó otros dos volúmenes bajo el título de Kabbala Denudata (Frankfurt del Meno, 1684).

## Obra
- Messias Puer: Christian Knorr von Rosenroth’s Lost Exegesis of Kabbalistic Christianity, eds. Anna M. Vileno. Robert J. Wilkinson. Brill Academic Pub, 2021, ISBN 978-90-04-42648-1

- Apokalypse-Kommentar, eds. Italo Michele Battafarano. Peter Lang, Berna 2004, ISBN 3-03910-401-2

- Kabbala denudata. Olms, Hildesheim 1999, fuentes etnográficas, ISBN 3-487-05245-8

- Conjugium Phoebi & Palladis, oder die erfundene Fortpflantzung des Goldes. Chymische Allegorie, Sultzbach: Abraham Lichtentaler 1677, eds. Italo Michele Battafarano. Peter Lang, Berna 2000, ISBN 3-906765-55-5[1] (Iris, 16)

- Edición de la obra de Jean-Baptiste Van Helmont y su hijo François-Mercure Van Helmont, en 1648, en Ámsterdam. Ortus medicinae, id est Initia physicae inaudita... Edente authoris filio, Francisco Mercurio Van Helmont, cum ejus praefatione ex Belgico translatâ. Traducido al alemán por Christian Knorr von Rosenroth y François-Mercure Van Helmont, 1683. Aufgang der Artzney-Kunst. Trad. al fr. por Jean Leconte, 1670. Les Oeuvres de Jean-Baptiste Van Helmont, traitant des principes de médecine et physique, pour la guérison assurée des maladies

- Neuer Helicon mit seinen neun Musen. Das ist: Geistliche Sitten-Lieder, Von Erkäntnüs der wahren Glückseligkeit, und der Unglückseligkeit falscher Güter. Von einem Liebhaber Christlicher Übungen. Felßecker, Nürnberg 1699

- Conjugium Pallas et Phoebi. 1677. Les Noces de Phoebus et de Pallas (argumento, personajes, maquinaria, decoración del acto I), tradujo del alemán D. Kahn, Chrysopeia, Milán, Archè, N.º II, 1988